# 瀧田隆一
瀧田 隆一（たきた りゅういち、1983年 - ）は、日本の編集技師である。

## 人物・来歴
1983年東京都生まれ。日本映画学校（現・日本映画大学）卒業。
2008年アクティブシネクラブに勤務、その後フリーランスを経て2022年から株式会社KASSENに加入。
映画・ドラマだけでなくミュージックビデオやTVCMなど幅広く手がけている。

## 主な作品

### 映画
別記なき限り出典はによる。
- 映画 鈴木先生（2013年）[2]
- リトル・フォレスト 夏／秋（2014年）
- リトル・フォレスト 冬／春（2015年）
- 俺物語!!（2015年）
- orange（2015年）
- はなちゃんのみそ汁（2015年）
- ポッピンQ（2016年）
- チア☆ダン〜女子高生がチアダンスで全米制覇しちゃったホントの話〜（2017年）
- となりの怪物くん（2018年）
- 羊と鋼の森（2018年）
- PRINCE OF LEGEND（2019年）
- 初恋ロスタイム（2019年）
- かぐや様は告らせたい〜天才たちの恋愛頭脳戦〜（2019年）
- 見えない目撃者（2019年）
- 貴族降臨 -PRINCE OF LEGEND-（2020年）
- ＃ハンド全力（2020年）
- すくってごらん（2021年）
- くれなずめ（2021年）
- かぐや様は告らせたい〜天才たちの恋愛頭脳戦〜 ファイナル（2021年）
- 総理の夫（2021年）
- ちょっと思い出しただけ（2022年）
- THE FIRST SLAM DUNK[6][7]（2022年）
- 劇場版 優しいスピッツ a secret session in Obihiro（2023年）
- 神回（2023年）
- 身代わり忠臣蔵（2024年）
- 言えない秘密（2024年）
- 怪獣ヤロウ!（2025年）
- ババンババンバンバンパイア（2025年）

### テレビドラマ
別記なき限り出典はによる。
- 私の恋と父（編集助手・2008年）
- 蛇のひと（ライン編集・2010年）
- 鈴木先生（1 / 2 / 5 / 8 / 10話）（2011年）
- 鈴木先生の結婚報告（2013年）
- スプラウト[要出典]（2013年）
- Piece[要出典]（2013年）
- 心療中 -in the Room-（2013年）
- ぴんとこな（2013年）
- ハードナッツ！～数学girlの恋する事件簿～（1 / 2 / 5 / 7 / 8話）（2013年）
- トクソウ[要出典]（2014年）-
- 化石の微笑み（2015年）
- REPLAY & DESTROY（3/4話）（2015年）
- ダメな私に恋してください（2016年）
- スリル!〜赤の章・黒の章〜（2017年）
- 春が来た（2018年）
- ミス・シャーロック（2018年）[9]
- イアリー 見えない顔（2018年）
- 貴族誕生 -PRINCE OF LEGEND-（2019年）
- 平成ばしる[要出典]（2018年）
- 嘘から始まる恋（2021年）
- サワコ 〜それは、果てなき復讐[要出典]（2022年）

### その他
- 鶴美さんのメリバ講座 - Hulu（2022年）[8]
- 「優しいスピッツ a secret session in Obihiro」- WOWOW（2022年）